# Mansplaining
La palabra mansplaining es un neologismo anglófono basado en la combinación parasintética de las palabras man ('hombre') y explaining ('explicar'), que se define como 'explicar algo a alguien, especialmente un hombre a una mujer, de una manera considerada como condescendiente o paternalista'. En español, el neologismo machoexplicación tiene cierto uso y comparte el mismo carácter informal del original inglés, siendo reconocida como una alternativa válida por la Fundéu, aunque recomienda que se usen los más formales «condescendencia machista» o «condescendencia masculina» si el contexto lo permite.

## Definiciones
La periodista estadounidense Lily Rothman lo define como «explicar sin tener en cuenta el hecho que la persona que está recibiendo la explicación sabe más sobre el tema que la persona que lo está explicando. Este comportamiento suele darse de forma habitual por parte de un varón hacia una mujer».
Rebecca Solnit atribuye el fenómeno a una combinación de «exceso de confianza e ignorancia» que algunos varones muestran. Este neologismo se presentó simultáneamente en varios lugares, por lo que su origen es difícil de establecer de forma unívoca. En un artículo de opinión titulado «Men explain things to me» (‘los hombres me explican cosas’), Solnit cuenta una anécdota acerca de un varón en una fiesta que se le acercó diciendo que sabía que ella había escrito algunos libros, la escritora respondió hablando de su más reciente libro sobre Eadweard Muybridge. El hombre la interrumpió y le preguntó si había «oído hablar del libro sobre Muybridge más importante que había salido este año», sin saber que la propia Solnit era la autora.
El término pronto se hizo muy popular entre blogueras feministas y en los comentarios de la escena política, como un término muy necesario para definir un concepto antiguo y una experiencia frecuente que retrata una forma sutil de desigualdad. El término fue seleccionado en la lista de palabras del año 2010 de The New York Times; nominado término más creativo del mundo en 2012 por la American Dialect Society; añadido a la versión en línea del Oxford Dictionaries en 2014.

## Análisis del concepto
El concepto mansplaining comprende una mezcla heterogénea de comportamientos que tienen en común el menosprecio del hablante hacia quien escucha por el único hecho de que quien escucha es una mujer y por lo tanto le supone una capacidad de comprensión inferior a la de un varón. Este concepto también incluye situaciones en las que un varón monopoliza la conversación con el único propósito de jactarse y aparentar ser más culto que la mujer que escucha.
El ensayo original de Rebecca Solnit extrapoló el concepto a las consecuencias que el mansplaining produce: como resultado, las opiniones emitidas por una mujer (sea del público general como profesionales o expertas en algún área) son sistemáticamente infravaloradas o necesitadas del respaldo de un varón para ser validadas. Ergo, este término es el reflejo de una sociedad en que existe una desigualdad sexual entre el crédito de los méritos académicos, científicos y empresariales.

Este hecho es un síntoma de un comportamiento muy extendido que disuade a las mujeres de manifestarse públicamente o de ser escuchadas cuando se atreven a hacerlo; este comportamiento condena a las jóvenes al silencio ya que concluyen (como ocurre a causa del acoso callejero), que éste no es su mundo. Nos acostumbra al cuestionamiento y la limitación femeninas a la vez que fomenta el exceso de injustificada confianza masculina.

Se considera un acto paternalista que ahonda las divisiones de género. El concepto se ha generalizado para incluir discriminaciones raciales y otros sesgos políticos, como goysplaining, westsplaining (de west, 'oeste', en referencia a Occidente), whitesplaining (white, 'blanco'), womansplaining (woman, 'mujer') o rightsplaining (right, 'derecha (política)').

## Críticas
La utilidad del término se ha puesto en duda. Debido a su naturaleza específica a un género y su connotación negativa, Lesley Kinzel lo describió como intrínsecamente tendencioso, esencialista, despectivo y un doble estándar. La autora Cathy Young lo llamó «un término peyorativo para argumentos masculinos sobre el género supuestamente obtusos y arrogantes, que al parecer ahora también se aplica al desacuerdo femenino». En un artículo para The Washington Post de 2016, Young escribió que es uno más de varios términos que usan man como un prefijo despectivo y que esta convención es parte de un «ciclo actual de misandria».
Desde que la palabra se ha vuelto más popular, algunos comentaristas[¿quién?] han señalado que se ha hecho una apropiación indebida y un uso excesivo del neologismo alterando así su significado original y haciendo un uso que puede ser contraproducente o, en algunos casos, provocador.
Al no estar exento de polémica, en su libro de 2014, Rebecca Solnit aclaró las dudas acerca del uso del término: «Me parece que lleva un poco a la idea de que los hombres tienen este tipo de defecto por naturaleza, más que a la idea de que son algunos hombres los que explican cosas que no deberían y no escuchan cosas que deberían». Expresó que aunque no era una actitud netamente masculina, destaca que hay que tomar en cuenta la existente tendencia a sobreeestimar la palabra del hombre en espacios públicos y laborales.